# Іжевський машинобудівний завод

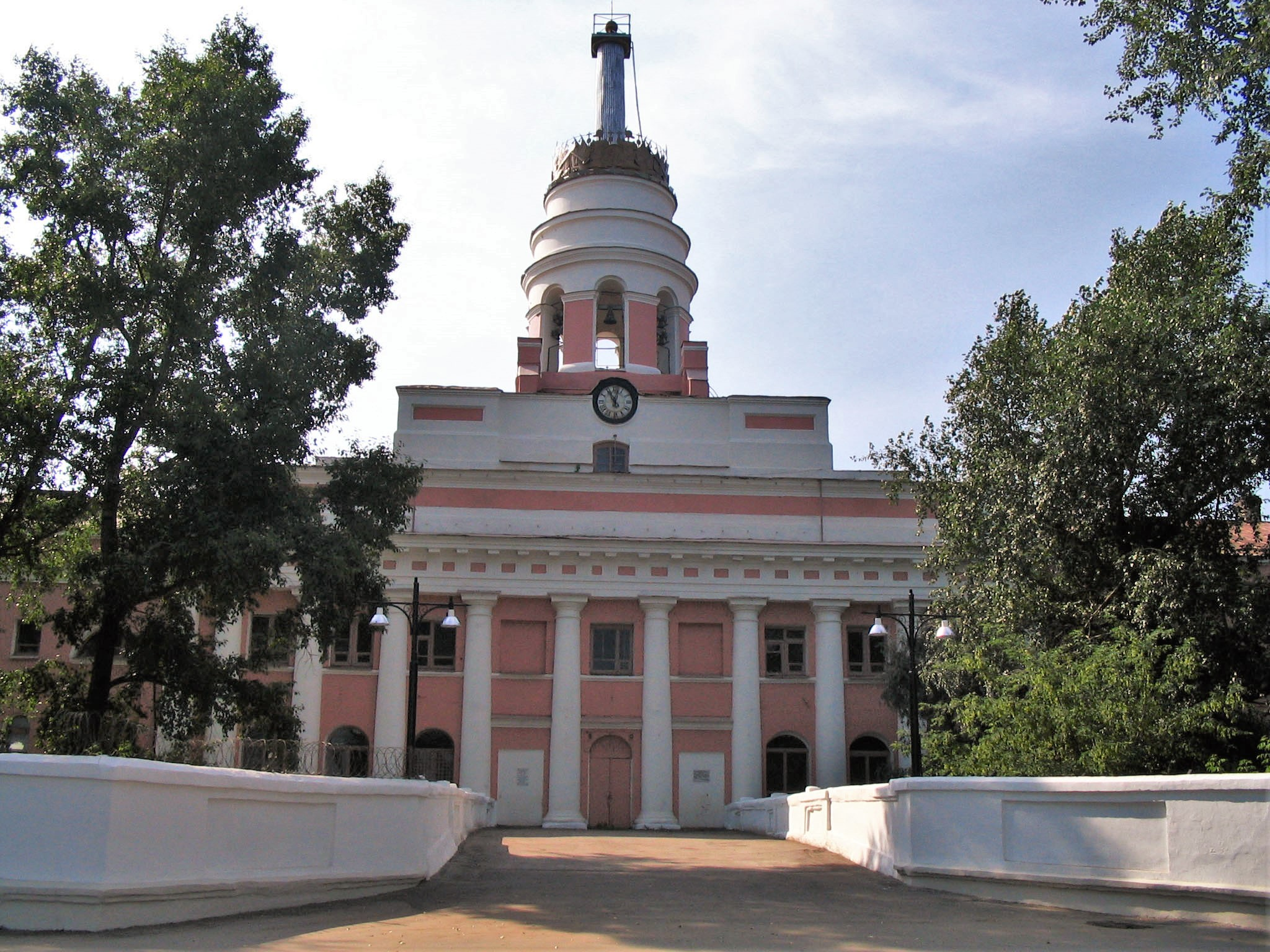
Головний корпус

Іже́вський машинобудівни́й заво́д або ІжМаш (рос. Ижевский машиностроительный завод, ИжМаш) — ВАТ, багатогалузеве підприємство, що зайняте випуском різноманітної продукції, від легкових автомобілів до високоякісних верстатів та зброї.

## Історія

### Випуск зброї
Завод заснований 1807 року як зброярський.
1891 року тут почався серійний випуск магазинної гвинтівки Мосіна. В 1897 році було виготовлена 500-тисячна трилінійна рушниця.
В роки Першої Світової війни її випуск був збільшений до 2200 штук в день. Окрім цього випускали також патрони, гранати, снаряди, артилерійські та кулеметні деталі, але випуск мисливської зброї був призупинений (він відновився в 1920 році).
В роки Другої Світової війни виробництво зброї збільшилось до 10 000 штук щоденно.
В кінці війни завод поступово призупиняє виробництво зброї і переходить на виготовлення цивільної продукції, відновлює виробництво спортивно-мисливської зброї.
1984 року під Парижем відбувався чемпіонат світу з жіночого біатлону. Радянська команда мала на озброєнні саме рушниці Іжевського заводу. Вони були нагороджені золотою медаллю на міжнародній виставці.
У наш час[коли?] завод випускає спортивну та мисливську зброю, продовжується випуск військового автомата АК-47 та створених на його основі кулеметів. Вироби заводу відомі у всьому світі, АК-47 присутній на озброєнні в 55 країнах, він зображений на гербах 6 країн.

### Випуск автомобілів
Випуск автомобілів на заводі розпочатий 1966 року. Першою моделлю став автомобіль середнього класу «Москвич-408», серійний випуск якого вже був розпочатий на Московському автозаводі імені Ленінського комсомолу (АЗЛК). Ця модель випускалась в Іжевську в 1966–1968 роках. З 1969 року розпочато випуск більш потужного автомобіля «Москвич-412» (72 к.с. проти 50 к.с. в М-408). Одночасно в конструкції були проведені окремі зміни задля досягнення комфортабельності автомобіля. На початок 1970-их років на заводі був сформований колектив інженерів-конструкторів, більшість яких мали досвід роботи в конструкторському бюро мотоциклобудування, — Н. І. Слесаренко, В. О. Абрамян, В. О. Умняшкін, В. Є. Благоразумов, Б. В. Лежньов, В. А. Забелін. Першою спробою нового КБ став п'ятидверний автомобіль типу «комбі» Іж-2125. Авто мало ходову частину М-412 при більшій місткості багажника та такій же кількості пасажирів (5 осіб). Авто мало роздільні передні та складні задні сидіння, що дозволяло використовувати його при перевезенні вантажів. Серійний випуск «Іж-комбі» був розпочатий 1973 року.
Одночасно з удосконаленням легкових автомобілів КБ працювало над вантажними модифікаціями. Модель фургона М-434 відрізнялась невеликою місткістю вантажного відсіку, мала висота якого ускладнювала роботу з вантажем. Іжевські конструктори на чолі з В. О. Абрамяном (1977 року КБ очолив В. О. Умняшкін) створили нову конструкцію — модель Іж-2715 на базі силового агрегату та ходової частини М-412. Випуск нових вантажних авто був розпочатий 1982 року і становив 25 % від загального випуску авто заводом. Паралельно випускалась модель типу «пікап» з відкритим кузовом, яка полюбилась фермерам з Фінляндії. У кінці 1980-их років КБ розробило конструкцію вантажо-пасажирського авто Іж-27156 типу фургон. 1991 року автомобіль був поставлений на серійне виробництво. З метою продажів авто за кордон була створена модифікація Іж-2126 «Орбіта», яка пройшла випробування ще 1984 року, але до випуску допущена 1990 року.
З початку 1970-их років завод випускав на базі серійних машин автомобілі для спортсменів. На Міжнародних змаганнях «Тур Європи» 1971 року екіпаж на «Москвичах» виборов головний приз «Золотий кубок». Автогонщики на іжевських автомобілях неодноразово завойовували першість СРСР та РРФСР з авторалі та іподромних перегонах. Автомобілі експортувались до Фінляндії, Болгарії, Сирії та Куби. Всього за період 1966–1996 роки заводом було випущено 3791010 автомобілів.

## Видатні особи
На підприємстві тривалий час працював Абушек Павло Захарович — організатор виробництва.

## Продукція

### Зброя
- АК-74М, АКС-74[джерело?]
- АК сотої серії (АК-101, АК-102, АК-103, АК-104, АК-105)
- АК-107/АК-108
- АН-94

### Автомобілі
- ІЖ-2715 — радянський 2-6 місний (в різних модифікаціях) вантажно-пасажирський автомобіль з типом кузова фургон, пікап. Серійно випускався на Іжевському автозаводі протягом 25 років, в 1972—1997 роках.
- ІЖ-27175 — випускається в цей час (липень 2011 р).

Також випускаються (2011 р.):
- ВАЗ 21041
- KIA Sorento
- KIA Spectra.

Автозавод входить в трійку найбільших автовиробників РФ.

### Мотоцикли
Всього було випущено близько 11 млн мотоциклів. Але в 2008 р., завод, що випускав мотоцикли (завод ІЖмото), збанкрутував.
Одна з перших серійних моделей — Іж-350 (1946—1951 рр.), випущено 127 090 екз. А також:
- Іж-49 (1951—1956 рр.) випущено 507 603 екз.
- Іж-56 (1956—1962 рр.) випущено 677 428 екз.

Останні моделі — * Іж Планета-5
- Іж Юпітер-5 (1985-???? рр.)
- Іж Юнкер
- Іж Корнет
- Дельта rmr-24